# Elimia troostiana
Elimia troostiana é uma espécie de gastrópode da família Pleuroceridae.
É endémica dos Estados Unidos da América.